# Categoria tassonomica

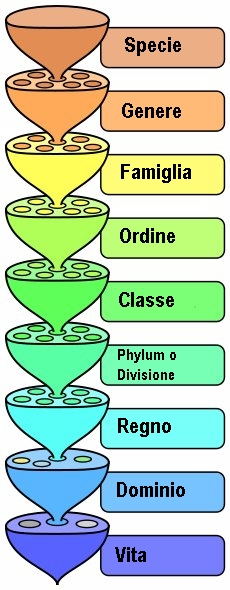
Categorie tassonomiche

Le categorie tassonomiche (o ranghi tassonomici) sono i livelli gerarchici nei quali si organizzano i gruppi di esseri viventi (i taxa). Sono strutturati in modo che ciascun rango abbracci quelli minori e venga abbracciato da quelli maggiori.

## Categorie tassonomiche fondamentali
Le categorie tassonomiche fondamentali, dalla più alla meno inclusiva, sono:
- Dominio
- Regno
- Phylum (o Tipo in Zoologia, o Divisione in Botanica)
- Classe
- Ordine
- Famiglia
- Tribù
- Genere
- Specie

Un taxon è generalmente assegnato a un rango quando gli viene assegnato un nome formale. I nomi dei taxa specie e delle categorie tassonomiche inferiori sono composti, differentemente dagli altri, da due o più parti (nomenclatura binomiale), il che li rende facilmente distinguibili.

## Categorie subordinate
La necessità di dettagliare la classificazione obbligò a stabilire categorie intermedie che si formano, soprattutto, aggiungendo prefissi a quelli esistenti. I prefissi in uso sono super-, sotto- e infra-. Ad esempio:
- Superclasse
- Classe
- Sottoclasse
- Infraclasse
- Superordine
- Ordine

È necessario sottolineare che alcune di quelle che si deducono da questa regola non si usano in assoluto; in particolare, supergenere, che è sostituito da tribù, e superspecie, che in botanica viene sostituita da grex. Ci sono anche casi comuni di sottogenere, sottospecie, varietà (in botanica), stipite e ceppo (in ambito microbiologico), e non tanto comuni ma diffuse in alcuni ambiti, come l'entomologia, come sottotribù.

### Esempio di classificazione applicata all'essere umano
Un esempio di classificazione completa, quella della nostra sottospecie, o specie, a seconda dei criteri, permette di mostrare con maggiore chiarezza l'applicazione del concetto.
| Categoria tassonomica | Taxon                      | Autapomorfie                                                             | Esempi                              |
| --------------------- | -------------------------- | ------------------------------------------------------------------------ | ----------------------------------- |
| Dominio               | Eukaryota Eucarioti        | Cellule con nucleo differenziato                                         |                                     |
| senza classificazione | Amorphea                   | Cellule flagellate                                                       | Amebozoi, Opistoconti               |
| senza classificazione | Opisthokonta Opistoconti   | Flagello posteriore rispetto al moto dell'organismo                      | Funghi, Coanoflagellati, Animali    |
| Regno                 | Animalia Animali           | Eterotrofia, mobilità almeno in uno stadio vitale                        |                                     |
| Sottoregno            | Eumetazoa Eumetazoi        | Tessuti differenziati                                                    |                                     |
| senza classificazione | Bilateria Bilateri         | Simmetria bilaterale                                                     |                                     |
| Superphylum           | Deuterostomia Deuterostomi | Nello sviluppo embrionale la bocca origina al polo opposto al blastoporo | Echinodermi, Cordati                |
| Phylum                | Chordata Cordati           | Notocorda                                                                | Cefalocordati, Tunicati e Craniati  |
| senza classificazione | Craniata Craniati          | Cranio differenziato                                                     |                                     |
| Subphylum             | Vertebrata Verterati       | Colonna vertebrale ossea o cartilaginea                                  |                                     |
| Infraphylum           | Gnathostomata Gnatostomi   | Mandibole articolate                                                     | Condritti e Osteitti                |
| senza classificazione | Osteichthyes Osteitti      | Scheletro osseo                                                          | Attinopterigi e Sarcopterigi        |
| senza classificazione | Sarcopterygii Sarcopterigi | Pinne carnose                                                            |                                     |
| Superclasse           | Tetrapoda Tetrapodi        | Quattro arti                                                             | Anfibi e Amnioti                    |
| senza classificazione | Amniota Amnioti            | Amnios, l'embrione sviluppa tre membrane                                 | Sauropsidi e Mammiferi              |
| Classe                | Mammalia Mammiferi         | Pelo, allattamento, endotermia                                           | Monotremi e Placentati              |
| Sottoclasse           | Theria Placentati          | Viviparità e placenta                                                    | Marsupiali ed Euteri                |
| Infraclasse           | Eutheria                   | Placenta più efficiente                                                  |                                     |
| senza classificazione | Boreoeutheria              |                                                                          |                                     |
| Superordine           | Euarchontoglires           |                                                                          | Roditori, Lagomorfi ed Euarchonta   |
| senza classificazione | Euarchonta                 |                                                                          | Scandenti, Dermotteri e Primati     |
| Ordine                | Primates Primati           |                                                                          | Strepsirrini e Aplorrini            |
| Sottordine            | Haplorrhini Aplorrini      | Naso dritto                                                              | Tarsiformi e Scimmie                |
| Infraordine           | Simiiformes Scimmie        |                                                                          |                                     |
| Parvordine            | Catarrhini                 | Assenza di coda prensile e narici dirette verso il basso                 |                                     |
| Superfamiglia         | Hominoidea Ominoidi        | Assenza di coda                                                          |                                     |
| Famiglia              | Hominidae Ominidi          |                                                                          | Oranghi, gorilla, scimpanzé e umani |
| Sottofamiglia         | Homininae                  |                                                                          | Gorilla, scimpanzé e umani          |
| Tribu                 | Hominini                   |                                                                          | Scimpanzé e umani                   |
| Sottotribù            | Hominina                   | Stazione eretta                                                          |                                     |
| Genere                | Homo                       | Elevato rapporto capacità cranica/massa corporea                         |                                     |
| Specie                | Homo sapiens               |                                                                          |                                     |

1. ↑  Questa in realtà è una plesiomorfia

## Nomenclatura secondo la categoria tassonomica
La nomenclatura stabilisce una terminologia che permette di sapere, a partire dal suffisso di un taxon qualunque, quale è la sua categoria tassonomica e render conto della sua posizione nella gerarchia sistematica. La seguente tabella mostra questa nomenclatura:
| Categoria tassonomica \ Regno | Pianta Plantae                                                                                 | Alga Protista                                                                                  | Fungo Fungi                                                                                    | Batteri Bacteria                                                                               | Animale Animalia                                                                               |
| ----------------------------- | ---------------------------------------------------------------------------------------------- | ---------------------------------------------------------------------------------------------- | ---------------------------------------------------------------------------------------------- | ---------------------------------------------------------------------------------------------- | ---------------------------------------------------------------------------------------------- |
| Divisione o Phylum            | -phyta                                                                                         | -phyta                                                                                         | -mycota                                                                                        |                                                                                                |                                                                                                |
| Subphylum                     | -phytina                                                                                       | -phytina                                                                                       | -mycotina                                                                                      |                                                                                                |                                                                                                |
| Classe                        | -opsida                                                                                        | -phyceae                                                                                       | -mycetes                                                                                       |                                                                                                |                                                                                                |
| Sottoclasse                   | -idae                                                                                          | -phycidae                                                                                      | -mycetidae                                                                                     |                                                                                                |                                                                                                |
| Superordine                   | -anae                                                                                          | -anae                                                                                          |                                                                                                |                                                                                                |                                                                                                |
| Ordine                        | -ales                                                                                          | -ales                                                                                          | -ales                                                                                          | -ales                                                                                          |                                                                                                |
| Sottordine                    | -ineae                                                                                         | -ineae                                                                                         | -ineae                                                                                         | -ineae                                                                                         |                                                                                                |
| Infraordine                   | -aria                                                                                          | -aria                                                                                          |                                                                                                |                                                                                                |                                                                                                |
| Superfamiglia                 | -acea                                                                                          | -acea                                                                                          |                                                                                                |                                                                                                | -oidea                                                                                         |
| Famiglia                      | -aceae                                                                                         | -aceae                                                                                         | -aceae                                                                                         | -aceae                                                                                         | -idae                                                                                          |
| Sottofamiglia                 | -oideae                                                                                        | -oideae                                                                                        | -oideae                                                                                        | -oideae                                                                                        | -inae                                                                                          |
| Tribù                         | -eae, ae                                                                                       | -eae, ae                                                                                       | -eae, ae                                                                                       | -eae                                                                                           | -ini                                                                                           |
| Sottotribù                    |                                                                                                |                                                                                                |                                                                                                | -inae                                                                                          | -ina                                                                                           |
| Genere                        | -us, -a, -um, -is, -os, -ina, -ium, -ides, -ella, -ula, -aster, -cola, -ensis, -oides, -opsis… | -us, -a, -um, -is, -os, -ina, -ium, -ides, -ella, -ula, -aster, -cola, -ensis, -oides, -opsis… | -us, -a, -um, -is, -os, -ina, -ium, -ides, -ella, -ula, -aster, -cola, -ensis, -oides, -opsis… | -us, -a, -um, -is, -os, -ina, -ium, -ides, -ella, -ula, -aster, -cola, -ensis, -oides, -opsis… | -us, -a, -um, -is, -os, -ina, -ium, -ides, -ella, -ula, -aster, -cola, -ensis, -oides, -opsis… |
Sotto la categoria genere, tutti i nomi di taxa sono chiamati "combinazioni". La maggioranza ricevono anche una terminazione latina più o meno codificata in funzione della disciplina. Si distinguono varie categorie di combinazioni:
- Tra genere e specie (sottogenere, sezione, sottosezione, serie, sottoserie, ecc), le combinazioni sono infrageneriche e binomiali
- Nella categoria di specie, le combinazioni sono specifiche e binomiali
- Sotto la specie, le combinazioni sono infraspecifiche e trinomiali.